# 异序虎尾草
异序虎尾草（学名：Chloris anomala）为禾本科虎尾草属下的一个种。